# Hassan Nayebagha
Hassan Nayebagha (ur. 17 września 1950 w Teheranie) – irański piłkarz występujący podczas kariery na pozycji pomocnika.

## Kariera klubowa
Hassan Nayebagha podczas karierę piłkarską rozpoczął w drużynie Homa Teheran na początku lat 70. Z Homą zdobył wicemistrzostwo Iranu w 1976 oraz do finału Pucharu Hazfi w 1977.

## Kariera reprezentacyjna
W reprezentacji Iranu Nayebagha zadebiutował w 1974. W 1976 wystąpił w Pucharze Azji, który Iran wygrał. Kilka tygodni później uczestniczył w Igrzyskach Olimpijskich w Montrealu. Na turnieju w Kanadzie był rezerwowym i nie wystąpił w żadnym meczu.
W 1978 roku został powołany do kadry na Mistrzostwa Świata. Iran zakończył turniej na fazie grupowej a Nayebagha wystąpił w meczach z Holandią i Szkocją. 
Ogółem w latach 1974–1978 Nayebagha w reprezentacji wystąpił w 19 meczach.

## Działalność polityczna
Po Rewolucji islamskiej w 1979 Nayebagha dołączył do opozycyjnej wobec Ajatollahów organizacji Ludowych Mudżahedinów. Obecnie jest członkiem Narodowej Rady Oporu Iranu, który jest Irańskim parlamentem na uchodźstwie.